# Chociemyśl (gromada)
Chociemyśl – dawna gromada, czyli najmniejsza jednostka podziału terytorialnego Polskiej Rzeczypospolitej Ludowej w latach 1954–1972.
Gromady, z gromadzkimi radami narodowymi (GRN) jako organami władzy najniższego stopnia na wsi, funkcjonowały od reformy reorganizującej administrację wiejską przeprowadzonej jesienią 1954 do momentu ich zniesienia z dniem 1 stycznia 1973, tym samym wypierając organizację gminną w latach 1954–1972.
Gromadę Chociemyśl z siedzibą GRN w Chociemyślu utworzono – jako jedną z 8759 gromad na obszarze Polski – w powiecie głogowskim w woj. zielonogórskim na mocy uchwały nr V/14/54 WRN w Zielonej Górze z dnia 5 października 1954. W skład jednostki weszły obszary dotychczasowych gromad Chociemyśl, Skidniów, Zabiele i Kozie Doły oraz PGR Bogumice z dotychczasowej gromady Bogumice ze zniesionej gminy Kotla w tymże powiecie. Dla gromady ustalono 14 członków gromadzkiej rady narodowej.
31 grudnia 1959 gromadę zniesiono, a jej obszar wszedł w skład nowo utworzonej gromady Bogomice w tymże powiecie.